# Факультет политологии и международных отношений Варшавского университета
Факультет политологии и международных отношений Варшавского университета (ФПиМО ВУ) – факультет Варшавского университета, занимающийся наукой и исследованиями в области политологии, социальной политики, международных отношений, внутренней безопасности и европеистики. Обучение на факультете проводится также на английском языке: Political Science, International Relations и European Politics and Economics.
Факультет политологии и международных отношений является одним из крупнейших научно-исследовательских заведений в Центральной Европе. Профессорско-преподавательский состав факультета состоит из более чем 180 научных сотрудников, которые работают над реализацией более чем 20 исследовательских  грантов. В стенах факультета обучаются 3500 студентов и около 100 докторантов. Каждый год научное достижение факультета увеличивается на несколько десятков публикаций: статьи, периодические издания, книги и научные мероприятия: конференции и семинары. В рамках международного сотрудничества ФПиМО ВУ имеет почти 250 соглашений, заключенных с зарубежными университетскими центрами.
После сохранения позиции национального лидера в области преподавания политологии, кафедры, входящие в состав ФПиМО ВУ, получают все более высокие оценки в мировом масштабе. Политология, наряду с международными отношениями, в настоящее время занимает 300-400 место в рейтинге Shanghai Ranking 2020, а в рейтинге QS World University Ranking 2020 – 151-200 место.

## История
История Варшавского университета восходит к 1816 году.  Сто лет спустя, в 1917 году, в университете была создана первая Школа политологии. Начала нынешнего факультета можно найти в Институте политологии, который был создан в 1967 году при философском факультете. В 1975 году был создан факультет журналистики и политологии, который со временем расширил область своей научной работы, включая в себя международные отношения, социальную политику, европеистику и внутреннюю безопасность. В 2016 году после того, как журналистика была отделена от факультета, он принял текущее название. С 2019 года ФПиМО имеет новую структуру: 15 научных кафедр и 2 исследовательские центры.

## В настоящее время
1 июля 2019 года вступила в силу новая организационная структура факультета, усилившая исследовательскую деятельность, в рамках которой факультет был разделен на 15 мощных научно-исследовательских подразделений и 2 независимых исследовательских центра:
- Кафедра внутренней безопасности
- Кафедра политической истории
- Кафедра международных организаций и дипломатической службы
- Кафедра методологии политических исследований
- Кафедра государствоведения и государственного управления
- Кафедра политики Европейского Союза
- Кафедра социальной политики и страхования
- Кафедра права и правовых учреждений Европейского Союза
- Кафедра политической социологии и политического маркетинга
- Кафедра стратегических исследований и международной безопасности
- Кафедра региональных и глобальных исследований
- Кафедра востоковедения
- Кафедра политических систем
- Кафедра теории и философии политики
- Кафедра системы труда и рынка труда
- Центр изучения современного Израиля и еврейской диаспоры
- Исследовательский центр по вопросам торговли людьми

### Сотрудничество с отечественными организациями
Факультет сотрудничает с: Канцелярией президента Республики Польша, Канцелярией премьер-министра РП, Управлением социального страхования, Министерством внутренних дел, Министерством иностранных дел, Польской академией наук, Высшей школой пожарной службы, Высшей школой полиции, Пограничной службой.

### Сотрудничество с иностранными организациями

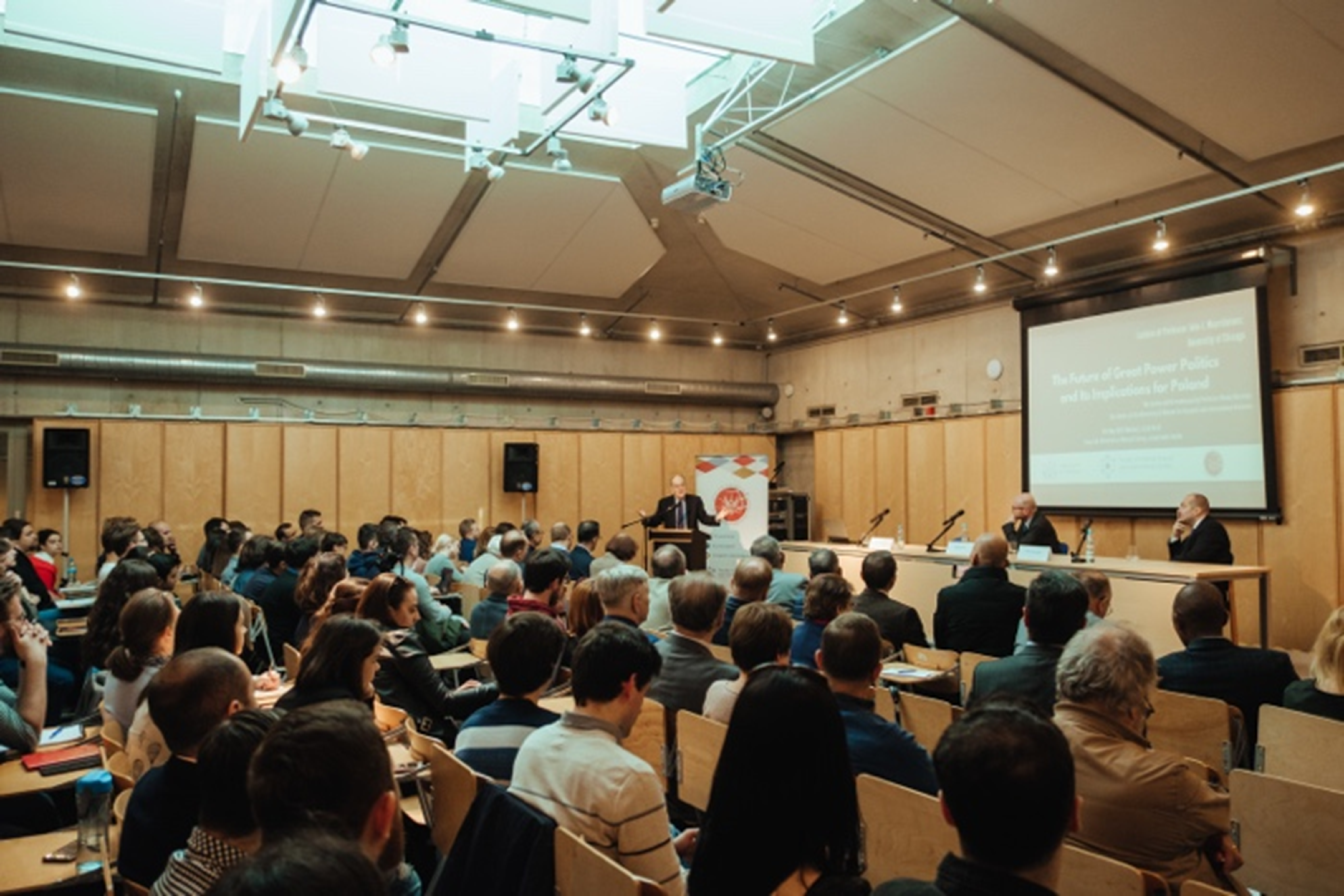
Гостевая лекция профессора Джона Миршаймера

Факультет сотрудничает с: the Европейской комиссией, the Европарламентом, the Европейским социально-экономическим комитетом, Представительством Европейской комиссии в Польше, Международной организацией труда (МОТ), Организацией экономического сотрудничества и развития (ОЭСР).
Факультет сотрудничает с 212 высшими учебными заведениями в рамках программы Erasmus +. Кроме того, факультет подписал двусторонние соглашения со многими известными университетами мира, в том числе:
- Fudan University
- Waseda University
- Tecnologico de Monterrey
- University of Haifa
- Peking University
- Centro de Investigación y Docencias Económicas, A.C.,
- Victoria University of Wellington
- Northeastern Illinois University, Чикаго

Факультет известен регулярно проводимыми международными научными конференциями и семинарами, во время которых он принимает самых выдающихся исследователей мира.

## Здания

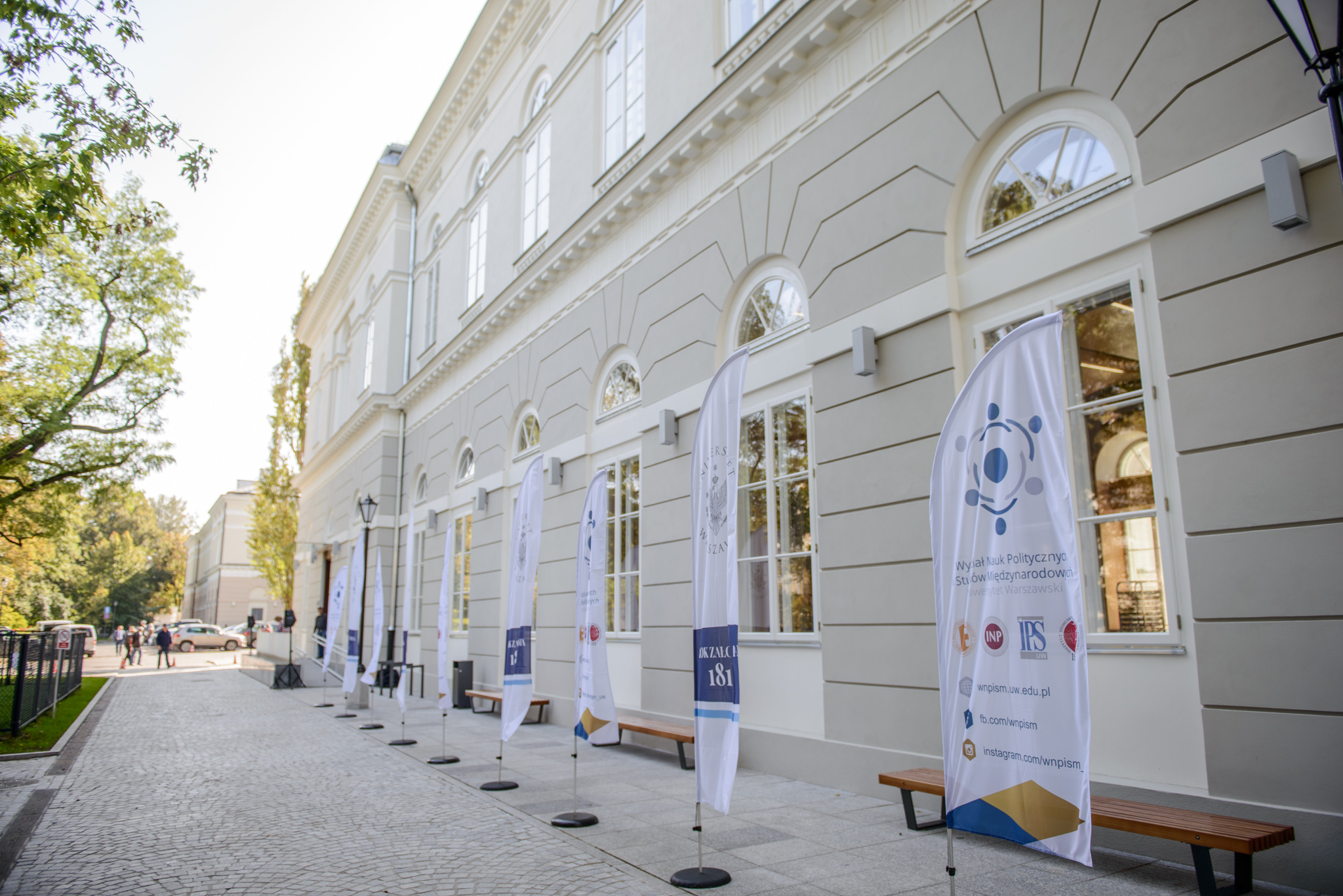
Аудиторный корпус во время церемонии открытия в сентябре 2017 года.

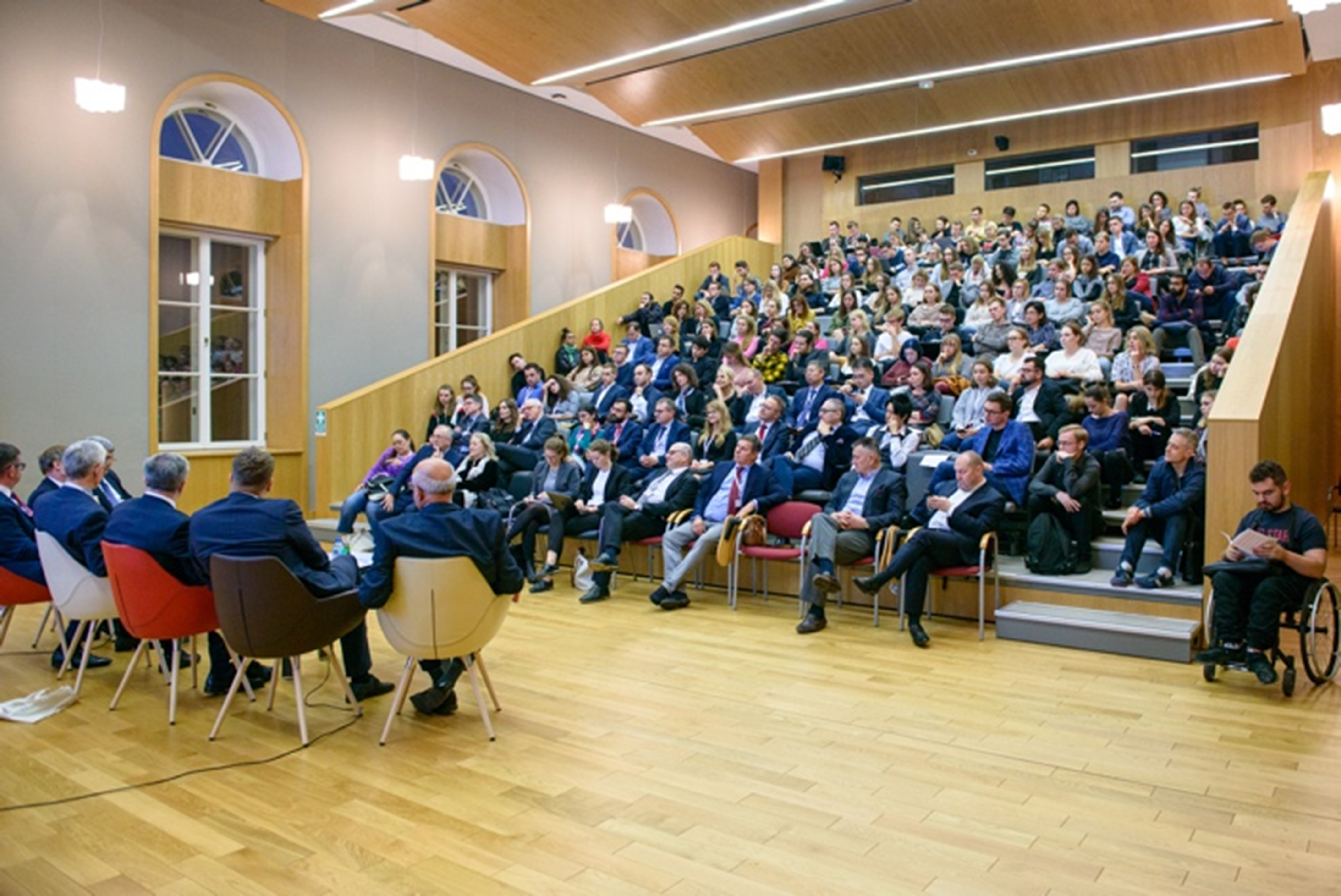
Аула им. проф. Яна Башкевича

В 2017 году факультет переехал в отреставрированное историческое здание Аудиторного корпуса на главном кампусе Варшавского университета в центре Варшавы (сноска). В обновленном здании расположены офисы администрации факультета, а также классные комнаты. Крупнейшая из них – аула им. проф. Яна Башкевича – имеет 150 мест и является одним из самых современных пространств такого типа в Варшавском университете. Кроме того, в здании, среди прочего, находится современная лаборатория фокусных исследований, оснащенная полупрозрачным зеркалом.

## Руководство

### Декан и его заместители
- декан: д-р хаб. Даниель Пшастек
- заместитель декана по учебно-воспитательной работе: д-р наук Юстына Годлевска-Ширкова
- заместитель декана по международному сотрудничеству и по вопросам исследований: д-р наук Лукаш Замэнцки

### Работники факультета
- Мацей Дущик (бывший проректор Варшавского университета)
- Яцек Чапутович (министр иностранных дел)
- Станислав Филипович (вице-президент Польской академии наук)
- Гжегож Рыдлевски (бывший глава Канцелярии премьер-министра РП)
- Станислав Сулёвски
- Блажей Побожи (заместитель министра внутренних дел и администрации)
- Гертруда Усьцинска (глава Управления социального страхования)
- Константы Войтащик
- Якуб Заёнчковски
- Яцек Мэнцина (бывший заместитель министра экономики и труда)
- Рышард Земба (Jean Monnet Chair)
- Томаш Жуковски (бывший советник президента РП)
- Бартломей Зданюк (посол Польши в Молдове)
- Шевах Вайс (бывший посол Израиля в Польше, бывший парламентарий Кнессета)
- Збигнев Лясоцик
- Роман Кузьняр (бывший советник президента РП)